# 자유 인도 임시정부
자유 인도 임시정부(힌디어: आर्ज़ी हुक़ूमत-ए-आज़ाद हिन्द, 우르두어: عارضی حکومت‌ِ آزاد ہند, 영어: Provisional Government of Free India) 또는 줄여서 자유 인도(Azad Hind)는 1943년 10월 일본군의 통제 하에 수립된 인도의 임시정부였다. 일본 제국의 괴뢰정권으로 간주되며, 1945년 8월 일본 제국의 패망과 함께 해체되었다.
1940년대에 인도 국외에서 추축국과 협력하여 연합국에 속한 영국 통치로부터 인도를 해방시키려는 정치적 운동의 일환이었다. 2차 대전 후반에 싱가포르에서 망명 중이던 인도 민족주의자들이 일본 제국으로부터 금전적, 군사적, 정치적 지원을 받아 수립했다. 이 운동은 정권의 국가 원수를 맡은 수바스 찬드라 보스의 사상에서 주로 영감을 받았다. 일본은 1943년에 점령한 안다만 니코바르 제도의 명목적인 권한을 이들에게 넘겼다.
이들은 인도-버마 전선에서 연합군에 선전포고했고, 군대인 인도 국민군을 구성하여 일본군과 함께 임팔-코히마 전역에서 영국령 인도군과 연합군에 맞서 전투에 참여했다. 1945년에 안다만 니코바르 제도와 버마가 다시 영국 관할로 수복되고 일본 패망 직후 8월 18일 찬드라 보스가 사망하며 자유 인도 임시정부는 해체되었다.

## 승인국
- 일본 제국
- 나치 독일
- 이탈리아 왕국
- 크로아티아 독립국
- 왕징웨이 정권
- 만주국
- 필리핀

## 같이 보기
- 수바스 찬드라 보스
- 무장친위대 인도 의용군단
- 인도-독일 음모